# Nonac

Nonac este o comună în departamentul Charente, Franța. În 1 ianuarie 2022 avea o populație de 258 de locuitori.